# Phrynosoma platyrhinos
El lagarto cornudo del desierto (Phrynosoma platyrhinos) es una especie de lagarto nativo del norte de Norteamérica.

## Descripción
Esta especie de pennetinnitus tiene un cuerpo distinguido plano con una hilera de escamas a los costados.(igual que Mauro negro y cornudo) Poseen una hilera ligeramente alargada de escamas a cada lado de la garganta. Los colores pueden variar, generalmente siendo estos de una coloración similar a su hábitat, pero usualmente tienen un color beige o rojizo con contrastes de un color más oscuro. Tienen dos manchas oscuras en el cuello que son prominentes y están rodeadas de un color claro blanco o gris. También poseen escamas puntiagudas en la espalda. Los lagartos jóvenes son similares a los adultos, con la excepción de que sus escamas no son tan pronunciadas. Los cuernos de los lagartos cornudos son anchos en la base.

## Alimentación
Los lagartos cornudos se alimentan principalmente de hormigas, grillos, saltamontes, escarabajos, gusanos, moscas y algunas plantas. Usualmente se encuentran en las vecindades de hormigueros, en donde esperan por las hormigas que pasan cerca. Cuando encuentran un área con arena suave, usualmente se sacuden, cubriéndose de arena, dejando expuesta únicamente su cabeza; esto les permite esconderse de depredadores y esperar por sus presas.
Aunque mayoritariamente son carnívoros, a veces son herbívoros.

## Hábitat
Se encuentran en diversos hábitats. El lagarto cornudo se encuentra en áreas de arena fina, mientras que el lagarto (P. douglassii) se encuentra en praderas hasta en los bosques de abetos. La especie más común en las tierras altas de Arizona es el lagarto cornudo (P. solare´´), que frecuenta hábitats rocosos, llanuras áridas o semiáridas, colinas y las pendientes bajas de las montañas.

## Rango geográfico & subespecies
Usualmente su rango va del sur de Idaho en el norte al norte de México en el sur.
Se consideran dos subespecies: el lagarto cornudo del norte (Phrynosoma platyrhinos platyrhinos) encontrado en Idaho, Wyoming, Utah, Nevada, Colorado y partes del sur de Oregon; y el lagarto cornudo del sur (Phrynosoma platyrhinos calidiarum) encontrado en el sur de Utah y Nevada al sudeste de California, al oeste de Arizona y el norte de Baja California.

## Reproducción
Estos lagartos se reproducen en primavera y ponen de 2 a 16 huevos, de junio a julio, los cuales eclosionan en agosto. La incubación de los huevos dura de 50 a 60 días. Los lagartos alcanzan la madurez en 22 meses.

## Comportamiento
Son una especie generalmente dócil, pero se sabe que han tratado de "pinchar", con las espinas craneales, a la mano que los sostiene. Cuando se ven alterados se llenan de aire, lo que los hace parecer más grandes. Si ven un arbusto cercano, rápidamente correrán hacia él buscando refugio de cualquier amenaza. Distinto a otras especies de lagartos cornudos, el lagarto cornudo del desierto es incapaz de lanzar sangre de sus ojos.